# Rudi Studer
 (octobre 2023).
Si vous disposez d'ouvrages ou d'articles de référence ou si vous connaissez des sites web de qualité traitant du thème abordé ici, merci de compléter l'article en donnant les références utiles à sa vérifiabilité et en les liant à la section « Notes et références ».
 (octobre 2023).
La mise en forme du texte ne suit pas les recommandations de Wikipédia : il faut le « wikifier ».
Les points d'amélioration suivants sont les cas les plus fréquents. Le détail des points à revoir est peut-être précisé sur la page de discussion.
- Les titres sont pré-formatés par le logiciel. Ils ne sont ni en capitales, ni en gras.
- Le texte ne doit pas être écrit en capitales (les noms de famille non plus), ni en gras, ni en italique, ni en « petit »…
- Le gras n'est utilisé que pour surligner le titre de l'article dans l'introduction, une seule fois.
- L'italique est rarement utilisé : mots en langue étrangère, titres d'œuvres, noms de bateaux, etc.
- Les citations ne sont pas en italique mais en corps de texte normal. Elles sont entourées par des guillemets français : « et ».
- Les listes à puces sont à éviter, des paragraphes rédigés étant largement préférés. Les tableaux sont à réserver à la présentation de données structurées (résultats, etc.).
- Les appels de note de bas de page (petits chiffres en exposant, introduits par l'outil «  Source ») sont à placer entre la fin de phrase et le point final[comme ça].
- Les liens internes (vers d'autres articles de Wikipédia) sont à choisir avec parcimonie. Créez des liens vers des articles approfondissant le sujet. Les termes génériques sans rapport avec le sujet sont à éviter, ainsi que les répétitions de liens vers un même terme.
- Les liens externes sont à placer uniquement dans une section « Liens externes », à la fin de l'article. Ces liens sont à choisir avec parcimonie suivant les règles définies. Si un lien sert de source à l'article, son insertion dans le texte est à faire par les notes de bas de page.
- La présentation des références doit suivre les conventions bibliographiques. Il est recommandé d'utiliser les modèles {{Ouvrage}}, {{Chapitre}}, {{Article}}, {{Lien web}} et/ou {{Bibliographie}}. Le mode d'édition visuel peut mettre en forme automatiquement les références.
- Insérer une infobox (cadre d'informations à droite) n'est pas obligatoire pour parachever la mise en page.

Pour une aide détaillée, merci de consulter Aide:Wikification.
Si vous pensez que ces points ont été résolus, vous pouvez retirer ce bandeau et améliorer la mise en forme d'un autre article.
Rudi Studer (né en 1951 à Stuttgart) est un informaticien allemand et professeur émérite a l'institut de technologie de Karlsruhe, en Allemagne. Il a dirigé le groupe de recherche sur la gestion des connaissances à l'Institut ,,Applied Informatics and Formal Description Methods (AIFB)´´  et a été l'un des directeurs de l'Institut de recherche sur les services de Karlsruhe (KSRI). Il a été président de la Semantic Web Science Association, membre de la STI International Fellow et membre de nombreux comités de programme et comités éditoriaux. Il a été l'un des premiers rédacteurs en chef du Journal of Web Semantics, poste qu'il a occupé jusqu'en 2007. Il est l'un des co-auteurs de la proposition "Semantic Wikipedia" qui a conduit au développement de Wikidata.
Il a obtenu un diplôme (1975) et un doctorat (1982) en informatique à l'université de Stuttgart.
De 1985 à 1989, il est chef de projet et directeur chez IBM Allemagne, à l'Institut des systèmes basés sur la connaissance. En novembre 1989, il est devenu professeur à l'Institut de technologie de Karlsruhe. Depuis lors, il a conduit son groupe de recherche à devenir l'une des principales institutions mondiales dans le domaine de la technologie du web sémantique, et il a joué un rôle de premier plan dans l'établissement de conférences et de revues internationales hautement reconnues dans ce domaine.
Rudi Studer a également été directeur du département Information Process Engineering et l'un des présidents du Centre de recherche sur les technologies de l'information, ainsi que cofondateur de l'entreprise spin-off ontoprise GmbH qui a développé des applications sémantiques.
Il est membre de l'Association for Computing Machinery et de la Société pour l'informatique.
Ses recherches portent sur les principaux sujets importants pour la technologie du web sémantique, notamment la gestion des connaissances, l'ingénierie des connaissances, la gestion des ontologies, l'exploration des données et du texte, et les services du web sémantique